# METTL14
METTL14‏ (Methyltransferase like 14) هوَ بروتين يُشَفر بواسطة جين METTL14 في الإنسان.